# Boniowanie

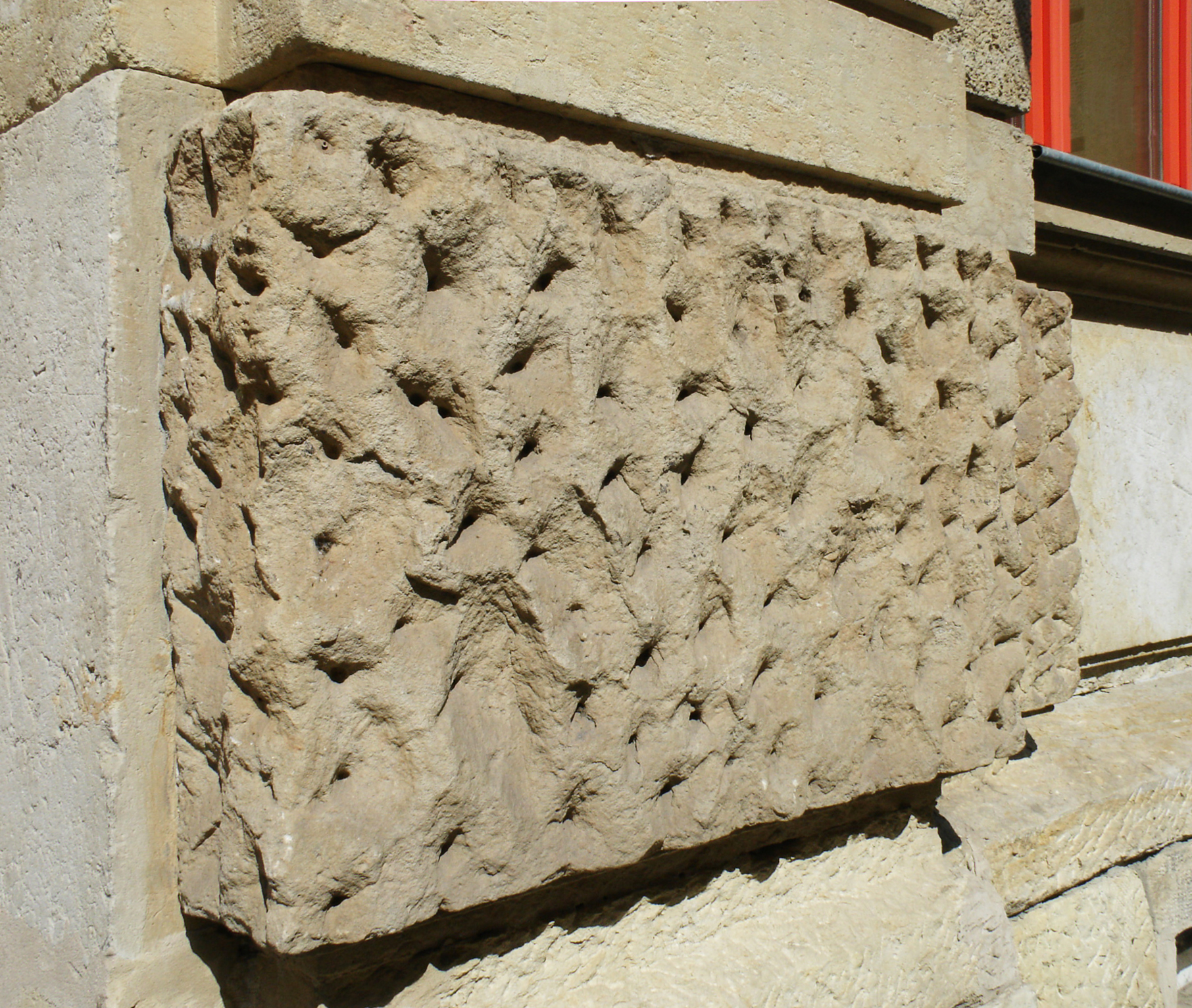
Boniowany kamień. Element konstrukcyjny kamienicy w Dreźnie

Boniowanie – dekoracyjne opracowanie krawędzi oraz lica ciosu kamieni, podkreślające ich układ, ożywiające fasadę i nadające jej cechy monumentalności. 
Rozróżnia się następujące typy boniowania, w zależności od:
- układu rowków: płytowe, pasowe;
- ukształtowania płyt: płaskie, wypukłe, zwierciadlane, diamentowe;
- faktury powierzchni: dzikie (rustyka), groszkowane, szlifowane, polerowane itp.

Technika boniowania była znana i stosowana w okresie starożytnego Rzymu, ale jej upowszechnienie nastąpiło w renesansie. W średniowieczu stosowana była sporadycznie we francuskiej architekturze obronnej XII wieku. W tynku naśladowano wygląd muru z kamienia, przez wykonywanie profilowania naśladującego układ kamieni w murze, przy pomocy boni. Bonia to spoina podkreślająca układ kamieni lub rowek w tynku nadający elewacji monumentalny charakter. Boniowane mogły być całe elewacje albo tylko cokoły, naroża ścian, pilastry, obramowania otworów, filary itp.
Spotykane są także elewacje zdobione metodą sgraffito, w którym obraz nadaje powierzchni muru wygląd ściany boniowanej.
Boniowanie jest coraz częściej wykorzystywane przy wykończeniach elewacji. W odróżnieniu od techniki stosowanej w okresie średniowiecza, bonie używane są głównie na narożnikach budynków. Wykorzystywane w ten sposób pełnią charakter dekoracyjny. Wyróżnia się kilka rodzajów boniowania w dzisiejszym budownictwie:
- Układanie przyległe boni różnych rozmiarów na przemian;
- Układanie przyległe boni tej samej długości;
- Układanie boni w stałych odstępach;
- Układanie boni w centralnym miejscu elewacji.

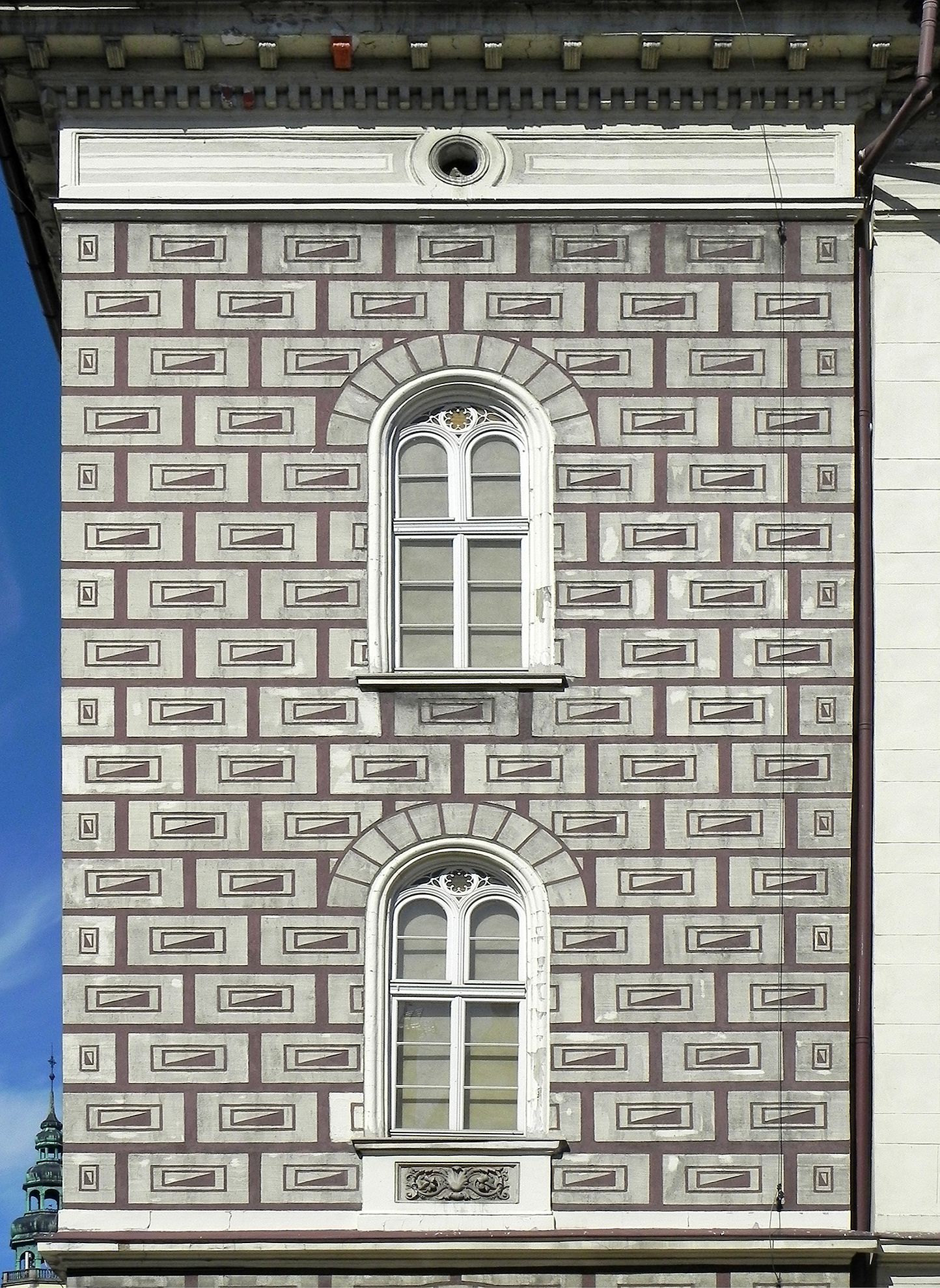
Ściana zdobiona techniką sgraffito
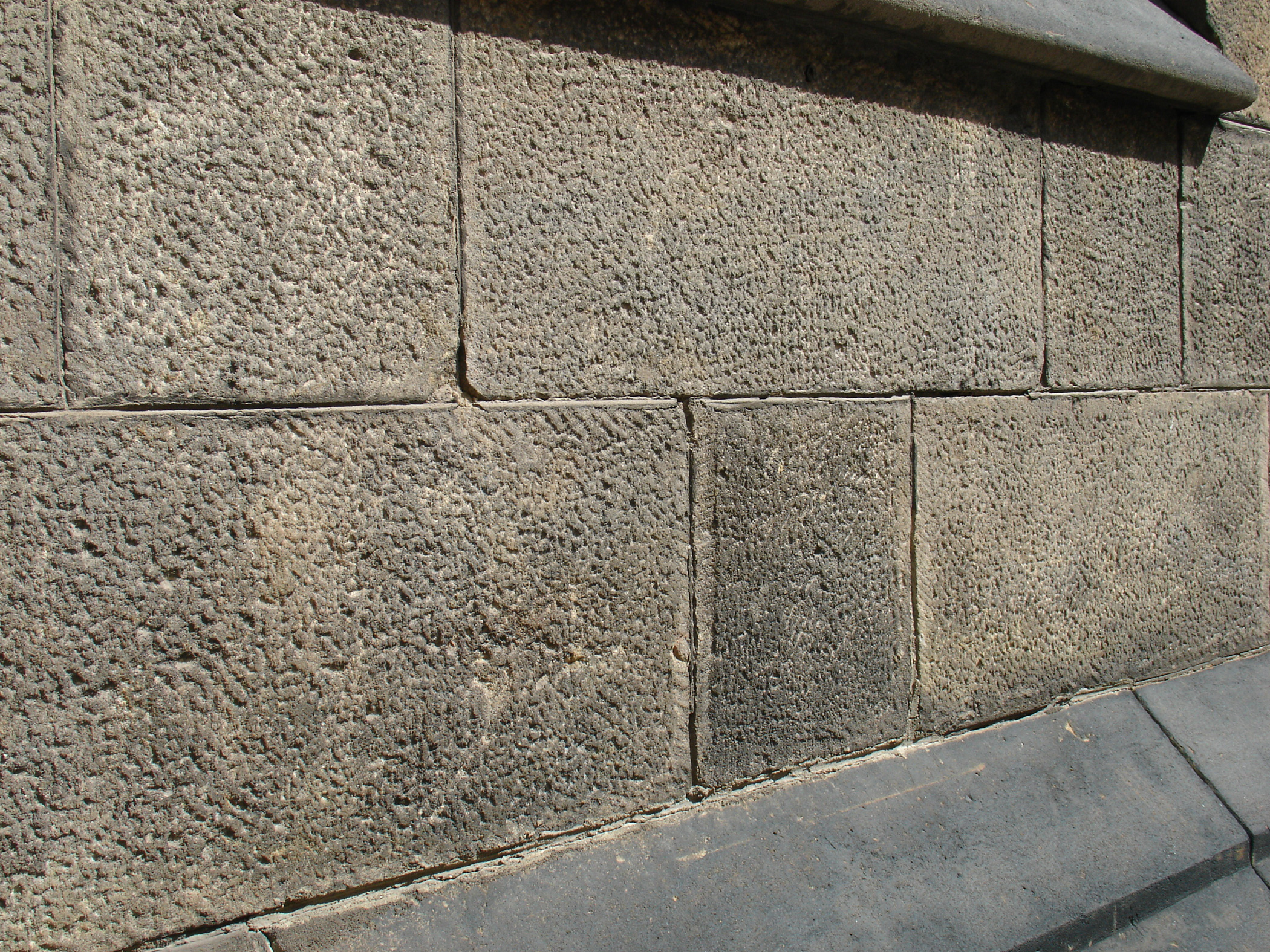
Boniowanie - ściana z kamienia
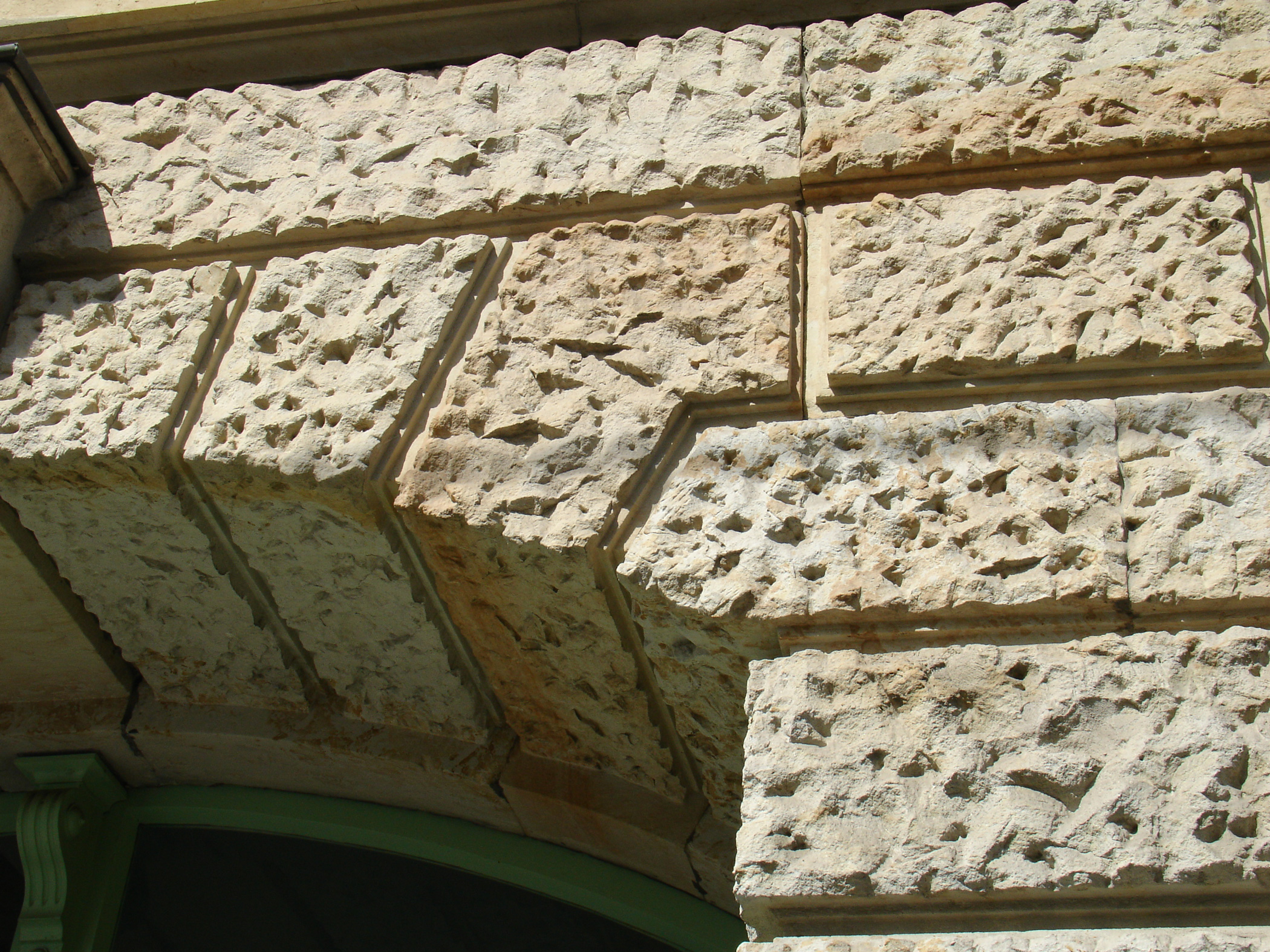
Boniowanie wokół otworu okiennego - rustyka